# Gesundheitsministerium der Republik Kasachstan
Das Gesundheitsministerium der Republik Kasachstan (kasachisch Қазақстан Республикасының Денсаулық сақтау министрлігі Qasaqstan Respublikassynyng Densaulyq saqtau ministrligi, russisch Министерство здравоохранения Республики Казахстан Ministerstwo sdrawoochranenija Respubliki Kasachstan) ist das Gesundheitsministerium Kasachstans.

## Aufgaben
Das Gesundheitsministerium ist ein zentrales Exekutivorgan der kasachischen Regierung im Bereich Gesundheit. Es koordiniert den Gesundheitsschutz der Bürger und die medizinische und pharmazeutische Entwicklung in Kasachstan.
Die Hauptaufgaben sind die Ausarbeitung der staatlichen Politik im Bereich der öffentlichen Gesundheitsvorsorge, Forschung im Bereich Medizin, medizinische und pharmazeutische Entwicklung, Aufrechterhaltung der staatlich garantierten kostenlosen medizinischen Versorgung sowie die Entwicklung der internationalen Kooperation innerhalb der Kompetenz des Ministeriums.

## Minister
| Nr. | Name                                 | Beginn der Amtszeit | Ende der Amtszeit  |
| --- | ------------------------------------ | ------------------- | ------------------ |
| 1   | Aksultan Amanbajew                   | Juni 1991           | April 1992         |
| 2   | Wassili Dewjatko                     | April 1992          | Oktober 1997       |
| 3   | Qyrymbek Köscherbajew                | Oktober 1997        | Oktober 1999       |
| 4   | Märija Omarowa                       | Oktober 1999        | August 2000        |
| 5   | Schaqsylyq Dosqalijew                | August 2000         | 4. April 2004      |
| 6   | Jerbolat Dossajew                    | 5. April 2004       | 20. September 2006 |
| 7   | Anatoli Dernowoi                     | 20. September 2006  | 20. November 2008  |
| 8   | Schaqsylyq Dosqalijew                | 20. November 2008   | 7. Oktober 2010    |
| 9   | Salidat Qajyrbekowa                  | 7. Oktober 2010     | 6. August 2014     |
| 10  | Tamara Düissenowa                    | 6. August 2014      | 25. Januar 2017    |
| 11  | Jelschan Birtanow                    | 25. Januar 2017     | 25. Juni 2020      |
| 12  | Alexei Zoi                           | 25. Juni 2020       | 20. Dezember 2021  |
| 13  | Schandos Bürkitbajew (kommissarisch) | 20. Dezember 2021   | 11. Januar 2022    |
| 14  | Aschar Ghinijat                      | 11. Januar 2022     | amtierend          |